# Cusiala raptaria
Cusiala raptaria là một loài bướm đêm trong họ Geometridae.